# Pierre Hermé
Pour l’article homonyme, voir Hermé.
Pierre Hermé, né le 20 novembre 1961 à Colmar (Haut-Rhin), est un chef pâtissier-chocolatier français. 
Il commence son apprentissage à quatorze ans auprès de Gaston Lenôtre. Il exerce entre autres chez Fauchon Paris et Ladurée avant de lancer son entreprise en 1997, la maison Pierre Hermé Paris.
Célèbre pour ses créations de macarons, qu'il veut faire entrer dans le monde du luxe, il est nommé meilleur pâtissier du monde en 2016, par l'académie des World's 50 Best Restaurants. Il est l'auteur d'une quarantaine de livres consacrés à la pâtisserie, dont son autobiographie. Président de la Coupe du monde de la pâtisserie depuis 2019, il est également connu auprès du grand public pour sa participation durant cinq saisons à l'émission Le Meilleur Pâtissier - Les Professionnels, diffusée sur M6.

## Biographie

### Enfance et début de carrière
Héritier de quatre générations de boulangers-pâtissiers alsaciens, Pierre Hermé nait le 20 novembre 1961 à Colmar. Il commence sa carrière en 1976, à l'âge de 14 ans, auprès de Gaston Lenôtre à l'atelier-école de Plaisir. Il est, de 1979 à 1981, adjoint au chef pâtissier au magasin Lenôtre avenue Victor-Hugo à Paris, avant de faire son service militaire en 1981 en tant que chef pâtissier du ministre de la Défense Charles Hernu.
Il fait un passage en Belgique aux côtés d’Alain Passard dans le cadre de l'ouverture du Carlton, puis au Luxembourg, comme chef pâtissier de l'hôtel Intercontinental. Il rejoint par la suite la maison Fauchon Paris de 1986 à 1996 et forme, entre autres, Christophe Michalak ou Christophe Felder. C'est là qu'il développe des associations de saveurs inédites de pâtisseries et de macarons. Il est, entre 1997 et 1998, vice-président chargé de la création pour le lancement de Ladurée sur les Champs-Elysées et fonde en parallèle la maison Pierre Hermé Paris en 1997.

### Maison Pierre Hermé Paris

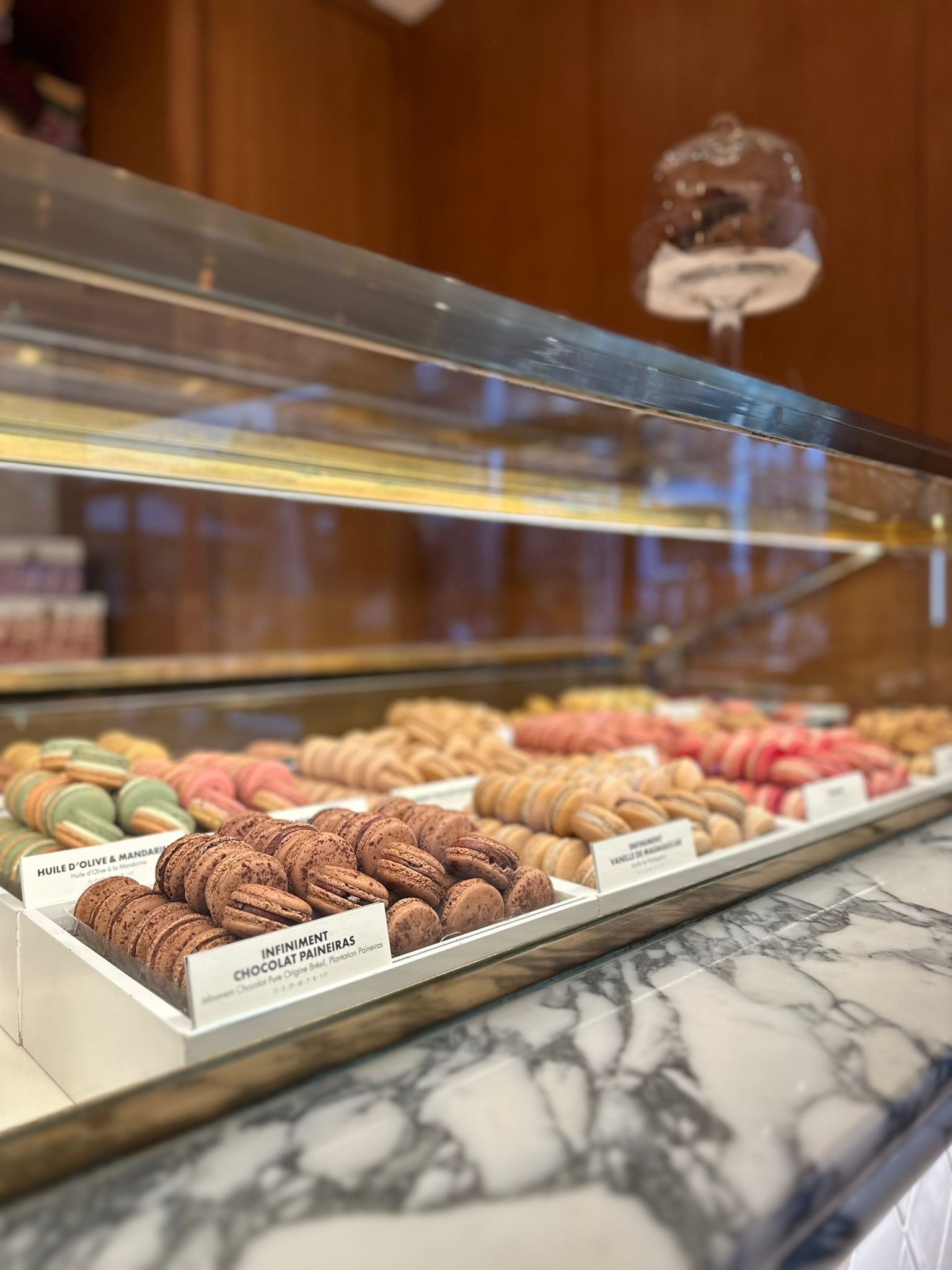
Macarons Pierre Hermé en boutique

La maison de haute pâtisserie imaginée et fondée par Pierre Hermé en 1997, inaugure sa première boutique à Tokyo en 1998, suivie en 2001 par la pâtisserie parisienne au 72 rue Bonaparte, dans le quartier Saint-Germain-des-Prés. Son idée est de créer et développer une marque de luxe dans le domaine de la pâtisserie, comme il en existe dans le domaine de l’épicerie fine, de la chocolaterie ou des grands restaurants.
L'entreprise emploie 700 salariés en 2019, pour 52 boutiques réparties dans douze pays, comme le Japon, le Royaume-Uni, la Corée du Sud ou le Maroc. Les macarons et chocolats sont fabriqués dans une manufacture alsacienne, région natale de Pierre Hermé, à Wittenheim.
Fin 2021, l'homme d'affaires Walter Butler devient actionnaire majoritaire de l'entreprise, via sa société Butler Industries. Il rachète la majorité du capital détenu jusque-là par LOG Investment, le holding du groupe L'Occitane. Pierre Hermé, qui possède le reste de la société, conserve sa participation. L'entreprise connaît depuis 2014 une expansion à l’international avec le développement de points de vente en Europe, en Asie et au Moyen-Orient.

### Reconnaissance et découverte du grand public
Le travail de Pierre Hermé lui vaut des qualificatifs élogieux comme le « Picasso of pastry » donné par Vogue ou le « Kitchen Emperor » par The New York Times. Considéré comme ayant révolutionné le domaine de la pâtisserie, Pierre Hermé est nommé meilleur pâtissier du monde par l'académie des World's 50 Best Restaurants. À partir de 2017 et durant cinq saisons, il participe à l'émission Le Meilleur Pâtissier - Les Professionnels diffusée sur M6, en tant que membre du jury présidé par Cyril Lignac. Cette déclinaison du Meilleur Pâtissier voit plusieurs pâtissiers professionnels s'affronter durant des épreuves culinaires. Pierre Hermé obtient sa statue de cire au Musée Grévin en 2015 et entre dans Le Petit Larousse des noms propres en 2016.
En 2022 sort son autobiographie, Toutes les saveurs de la vie, chez Buchet-Chastel. Il y revient sur les différentes étapes de sa carrière, à travers ses expériences marquantes et ses rencontres, avec des chefs mais aussi des producteurs, artistes ou entrepreneurs. Le livre est ponctué de croquis de ses pâtisseries iconiques comme l'Ispahan ou la Tarte Infiniment vanille, de quelques recettes simples comme le kougelhopf ou le sablé au citron, mais aussi de réflexions plus techniques sur les associations de saveurs ou l'architecture du goût. Il devient en 2019 président de la Coupe du monde de la pâtisserie, événement qui voit s'affronter tous les deux ans les meilleurs pâtissiers de chaque pays, par équipe de trois. En 2023, il est élevé au grade d’officier de la Légion d’honneur et arrive neuvième au classement établi par Forbes des entrepreneurs préférés des Français. En septembre 2023, Pierre Hermé est chargé de préparer le dessert, son Ispahan signature revisité, pour le dîner donné en l'honneur de Charles III lors de sa première visite d'Etat en France en tant que souverain.

## Créations
À l’image des grands couturiers, Pierre Hermé conçoit ses desserts en partant d’une feuille blanche. Il imagine ainsi la haute pâtisserie comme un art similaire à la haute couture. Même si son travail s'étend à tout le domaine de la pâtisserie, du chocolat aux tartes, qu'il ambitionne de faire entrer dans le monde du luxe au même titre que la mode, avec des collections dédiées, il est surtout célèbre pour ses macarons.
Pierre Hermé crée régulièrement de nouvelles recettes de pâtisserie auxquelles il donne des noms qui participent à leur renommée, et à la sienne. Il a par exemple créé un macaron à la rose associée aux saveurs du litchi et de la framboise, appelé Ispahan, du nom de l'ancienne capitale de la Perse, qui prête également son nom à une rose. En reconnaissance, l'Iran l'a nommé citoyen d'honneur de la ville. Les best-sellers, proposés toute l'année, comptent également la Tarte Infiniment Vanille, le Carrément Chocolat ou encore le 2000 Feuilles. Le macaron Mogador au chocolat au lait et fruit de la passion figure parmi les incontournables de la maison.

## Engagements
Pierre Hermé est depuis septembre 2020 président du comité pédagogique de l’Institut Culinaire de France, à Bordeaux. C'est une école d'enseignement supérieur technique privé formant aux métiers de la chocolaterie, de la pâtisserie, de la boulangerie et de la glacerie. Attaché à la promotion du savoir-faire français, Pierre Hermé est membre de plusieurs associations, dont le Comité Colbert et les Relais Desserts,. Pour cette dernière, Pierre Hermé en est vice-président. Relais dessert est une association internationale qui compte une centaine de membres, professionnels de la pâtisserie dont le but est d'encourager et promouvoir l'excellence de la pâtisserie française artisanale, par la qualité et la créativité. La maison Pierre Hermé Paris est également partenaire des groupes Ritz-Carlton, Brenners, La Mamounia ou New Otani.

## Décorations
- Officier de la Légion d'honneur en 2023 (chevalier en 2006)[17]
- Ordre du Soleil levant en 2022, pour sa contribution au développement des échanges entre la France et le Japon dans le domaine de la pâtisserie et pour la promotion de la gastronomie japonaise[28].
- Commandeur de l'ordre des Arts et des Lettres en 2019 (chevalier en 1997)[29]
- Officier de l'ordre du Mérite agricole en 1996 (chevalier en 1993)

## Publications
- Pierre Hermé, Secrets Gourmands, Larousse, 1993
- La Pâtisserie de Pierre Hermé, Montagud Editores, Espagne, 1994
- Coauteur Larousse Gastronomique, 1996
- Le Larousse des Desserts de Pierre Hermé, Larousse, 1997
- Plaisirs Sucrés, Hachette, 1997
- Desserts by Pierre Hermé, Little Brown, États-Unis, 1998
- Pierre Hermé, Secrets Gourmands, Shibata Shoten, Japon, 1999
- Desserts à la carte, Hachette, 2000
- Pierre Hermé, Secrets Gourmands, Noésis, 2000
- La Pâtisserie de Pierre Hermé, Edizioni Finedit, Italie, 2001
- Chocolate Desserts by Pierre Hermé, Little Brown, États-Unis, 2001
- Le Larousse des Desserts, Larousse, 2002
- Plaisirs Sucrés (réédition), Hachette, 2002
- Mes Desserts au Chocolat, Agnès Viénot Éditions, 2002
- Mes Desserts Préférés, Agnès Viénot Éditions, 2003
- Die Pâtisserie Von Pierre Hermé, Mathaes, Allemagne, 2004
- Le Larousse du Chocolat, Éditions Larousse, 2005
- The Cook's Book, Dorling Kindersley, Royaume-Uni, 2005
- PH10, Agnès Vienot Éditions, 2005. Vainqueur des Gourmand World Cookbook Awards
- Gourmandises, Agnès Vienot Éditions, 2006
- Coauteur Comme un chef, Éditions Larousse, 2006
- Le Larousse des desserts, Larousse, 2006
- Confidences Sucrées, Agnès Vienot Éditions, 2007
- Macaron, Agnès Vienot Édition, 2008
- Le Larousse des Desserts, Dohosha Media Plan, 2008
- Le livre des fours secs et moelleux de Pierre Hermé, Asahiya Shuppan, 2009
- Carrément chocolat, Agnès Viénot Édition, 2009
- Infiniment, Agnès Viénot Édition, 2010
- Le Livre chocolat de Pierre Hermé, Asahiya Shuppan, 2010
- Rêves de pâtissier : 50 classiques de la pâtisserie réinventés, Éditions de la Martinière, 2011
- Best of Pierre Hermé, Alain Ducasse Édition, 2011
- Macarons, Grub Street Publishing, United Kingdom, 2011
- Le Livre des viennoiseries de Pierre Hermé, Asahiya Shuppan, 2011
- Au Cœur du Goût, coauteurs : Jean-Michel Duriez, Agnès Viénot Editions, 2012
- Le Chocolat apprivoisé, PHP Éditions, 2013
- Ispahan, Édition de la Martinière, 2013
- Pierre Hermé et moi (illustré par Soledad Bravi), Édition Marabout, avril 2014
- Macaron,  Éditions de la Martinière, 2014
- Satine, Éditions Grund, 2015
- Chocolat, Pierre Hermé et Sergio Coimbra, Flammarion, 2016
- Surprises & Gourmandises, Solar Éditions, 2016
- Infiniment macaron, éditions de La Martinière, 2020
- chapitre "La pâtisserie de demain selon Pierre Hermé", dans La cuisine de demain vue par 50 étoiles d’aujourd’hui (dirigé par Kilien Stengel), L'Harmattan, 2021
- Infiniment pâtisserie, éditions de la Martinière, 2021
- Toutes les saveurs de la vie, éditions Buchet-Chastel, 2022
- Pâtisserie végétale, éditions Solar 2023

## Pour approfondir